# Marlborough, Massachusetts

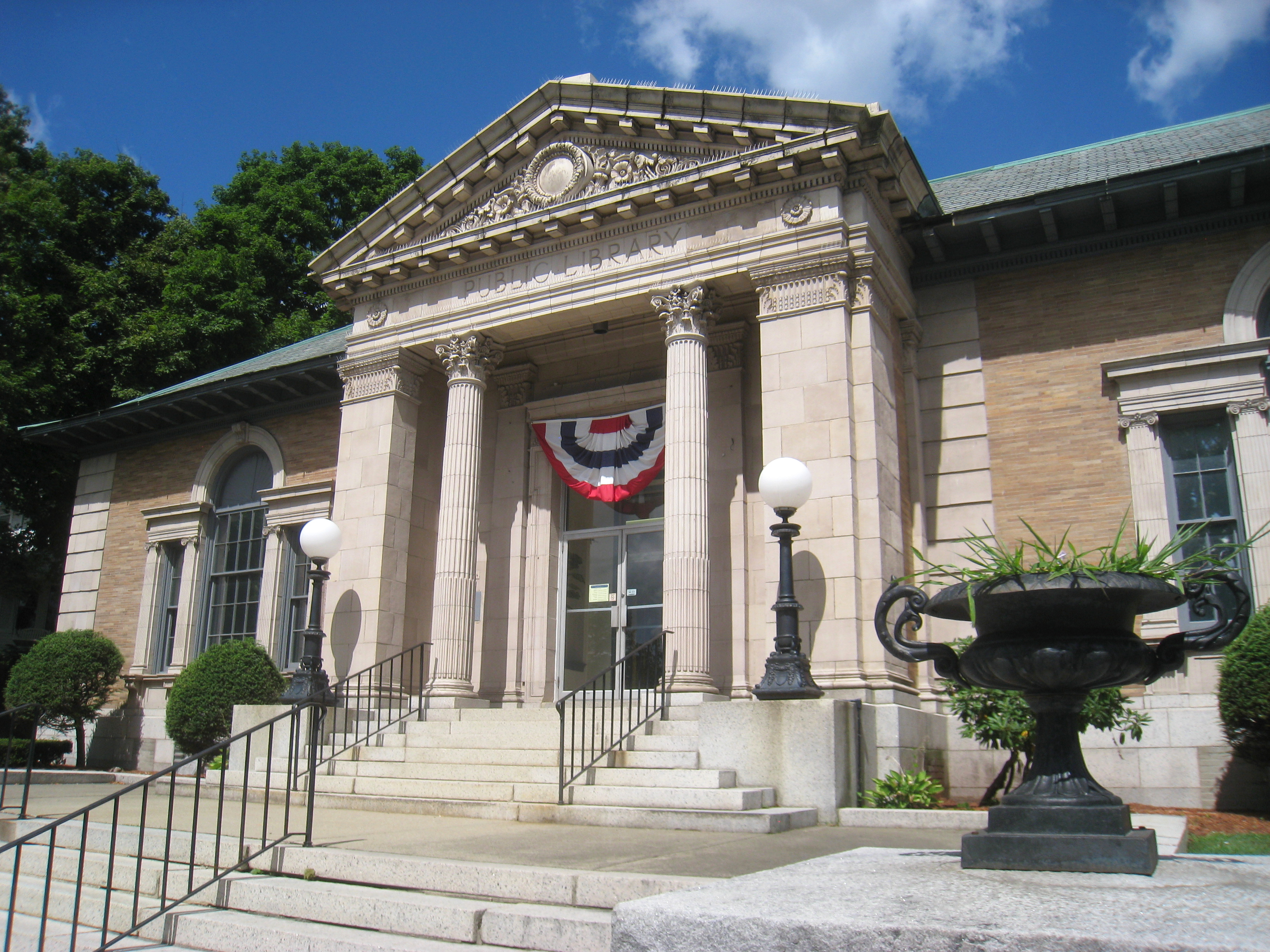

Marlborough, Massachusetts là một thành phố thuộc quận Middlesex trong tiểu bang thịnh vượng chung Massachusetts, Hoa Kỳ. Thành phố có tổng diện tích km², trong đó diện tích đất là km². Theo điều tra dân số Hoa Kỳ năm 2010, thành phố có dân số 38.499 người.
Marlborough đã trở thành một thành phố công nghiệp thịnh vượng trong thế kỷ 19 và chuyển đổi sang công nghiệp công nghệ cao trong cuối thế kỷ 20 sau khi xây dựng của các Massachusetts Turnpike.
John Howe đã đến khu vực này năm 1656 làm một nhà kinh doanh lông thú và xây dựng một ngôi nhà tại các giao lộ của hai con đường mòn của Ấn Độ, Nashua Trail và con đường Connecticut. Ông có thể nói ngôn ngữ của người da đỏ Algonquia mặc dù các bộ lạc địa phương gọi chính họ là Pennacooks. Những người định cư đã được chào đón bởi những người da đỏ vì họ bảo vệ bộ lạc khỏi chiến tranh với bộ tộc khác. Trong thập niên 1650, một vài gia đình rời khỏi thị trấn gần đó Sudbury, 18 dặm phía tây của Boston, để bắt đầu một thị trấn mới. Làng được đặt theo tên Marlborough, thị trấn ở Wiltshire, Anh. Khu định cư đầu tiên vào năm 1657 bởi 14 người đàn ông do Edmund Rice; năm 1656 Rice kiến nghị Tòa án Massachusetts để tạo ra các thành phố Marlborough và nó đã được chính thức hợp nhất năm 1660. Gạo đã được bầu là Selectman tại Marlborough vào năm 1657. Sumner Chilton Powell đã viết, trong làng Thanh giáo: Sự hình thành của một thị trấn New England ", không chỉ Rice trở thành chủ đất cá nhân lớn nhất ở Sudbury, nhưng ông đại diện cho thị trấn mới của mình trong cơ quan lập pháp tiểu bang Massachusetts trong năm năm và dành ít nhất mười một của mình cuối cùng mười lăm năm để phục vụ như selectman và đánh giá nguyên nhân nhỏ ".
Marlborough được tuyên bố một thị trấn năm 1660. Sau đó nó được tạo ra một thành phố vì quy mô dân số của nó.